# Roland Trescher
Roland Trescher (* 12. Juni 1965 in Würzburg) ist ein deutscher Schauspieler, Improvisationstheaterspieler, Schauspiellehrer, Unternehmenstrainer, Speaker und Coach. 

## Ausbildung
Trescher studierte von 1989 bis 1995 Psychologie, Pädagogik und Theaterwissenschaften an der Ludwig-Maximilians-Universität München und absolvierte 1993 ein Auslandssemester im Fach Theaterwissenschaften an der Universität von Amsterdam. Ergänzend nahm er privaten Schauspielunterricht im Bereich Improvisationstheater, Sprecherziehung, Körper- und Rollenarbeit. Trescher absolvierte Ausbildungen zum Trainer und Coach. Trescher ist Heilpraktiker (Psychotherapie).
Trescher ist Mitglied des Applied Improvisation Network (AIN), des Deutschen Verbands für Neuro-Linguistisches Programmieren (DVNLP) und im Forum Werteorientierung. Er ist Mitglied im Deutschsprachiger Dachverband für Positive Psychologie e.V. (DACH-PP) und im Verband der Gründer und Selbständigen e.V. Trescher ist Gründungsmitglied und Vorstand bei Impro macht Schule e.V.

## Leben und Wirken

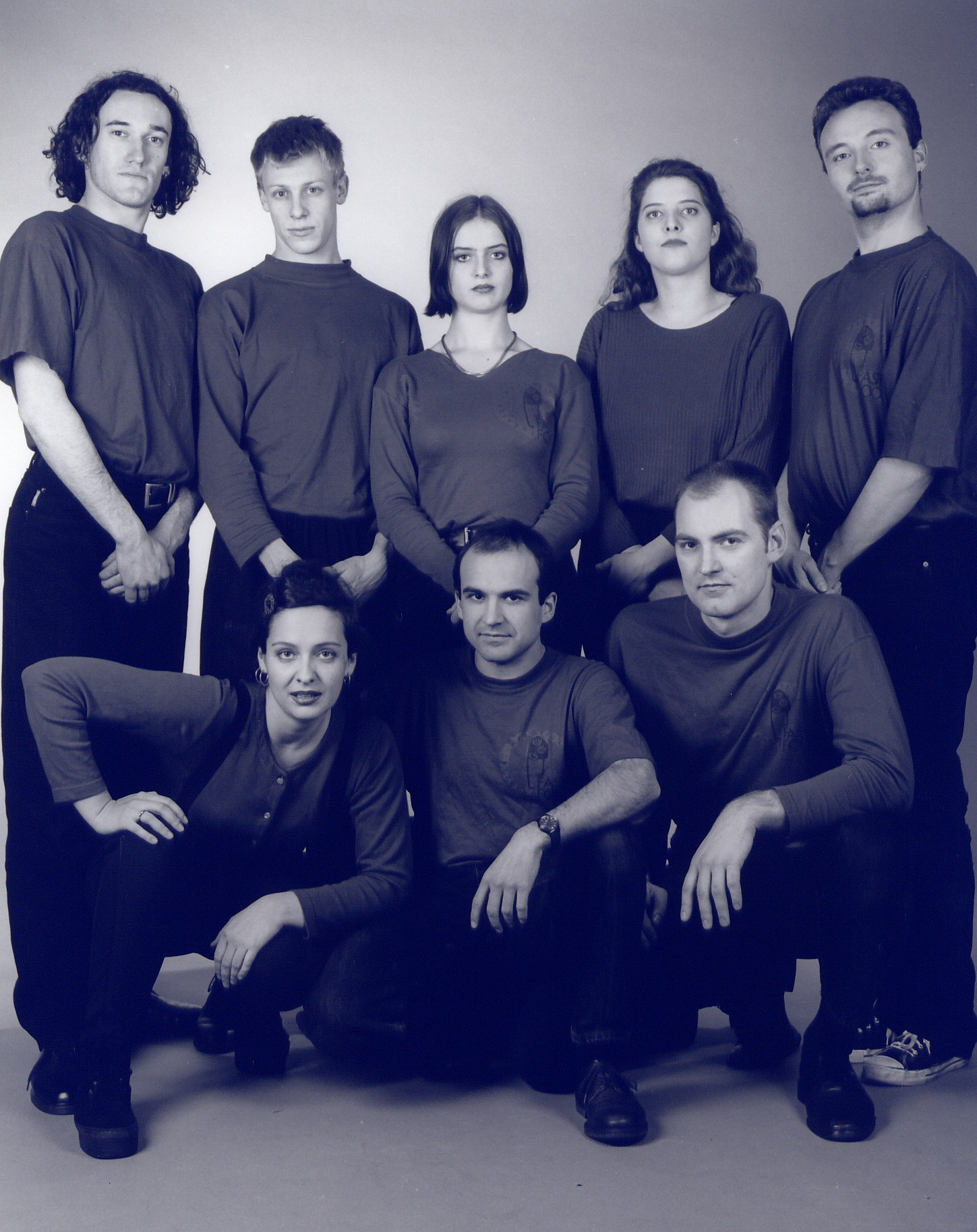
Das Ensemble des fastfood theaters 1994
(Trescher vorne rechts)

1992 war er Mitgründer des Münchner Fastfood Theaters. Zusammen mit Birgit Linner verließ er das Ensemble und gründete mit ihr zusammen 2002 seine eigene Improvisationstheatergruppe „isar148“, ebenfalls in München. Beide treten auch als Impro-Comedy-Duo unter dem Namen „Linner & Trescher“ auf. Regelmäßige Shows der Gruppe isar148 finden in Augsburg und Murnau statt. Insgesamt war Trescher seit 1992 in rund 2.500 Vorstellungen im deutschsprachigen Raum sowie international in englischer Sprache zu sehen. Von 2004 bis 2013 arbeitete er auch als Schauspiellehrer an der Berufsfachschule TheaterRaum München. 2006 war er für die Theatersport-Weltmeisterschaft im Rahmen des Kunst- und Kulturprogramms der Bundesregierung zur FIFA WM 2006 der Trainer der deutschen Nationalmannschaft. Trescher spielte auch in freien Theaterproduktionen in München. Als Theaterregisseur arbeitete er in München, Detmold, Stuttgart und Bremen. Seit 2013 spielt er als Gast bei Die Gorillas in Berlin. Seit 2014 spielt er sein Impro Solo Programm "Mein Nabel die Welt".
Als Schauspiellehrer gibt er Improtheater Workshops in Berlin und München
Trescher arbeitet auch selbständig als Trainer und Coach für Unternehmen und Privatpersonen. Hier nutzt er Ansätze aus der Angewandten Improvisation und der Positiven Psychologie.
Trescher lebt in Berlin.

## Filmografie
- 1999: Streit um drei: Der Nachlass
- 2000: Streit um drei: Wie eine Flasche leer
- 2000: Der Umzug (Kurzfilm; Regie: Jens Schanze)
- 2000: Marienhof (2 Episoden)
- 2001: Der Bär (Kurzfilm; Regie: Simon Assmann)
- 2006: Best Friends (Kurzfilm; Regie: Bruno Schiebel)
- 2007: Die sieben Todsünden: Trägheit (Regie: Marvin Entholt)
- 2007: Herr und Knecht (Kurzfilm; Regie: Bruno Schiebel)
- 2010: Blende (Kurzfilm; Regie: Marc Steck)
- 2014: Die Schleckerfrauen (Regie: Hans v. Kalckreuth)
- 2017: Gerichtsvollzieher bis zum Schluss (Kurzfilm; Regie: Bruno Schiebel)

## Auszeichnungen
- 2003: 1. Preis mit isar148 für die Impro-Langform face2face, Second German Impro Open, Hamburg
- 2008: Giesinger Kulturpreis mit isar148
- 2010: Münchner Föhn mit isar148 in den Kategorien „Beste Umsetzung“ und „Beste Unterhaltung“ sowie Publikumspreis